# Medaglia della guerra di Crimea (Russia)
La Medaglia della guerra di Crimea, detta anche Medaglia della guerra del 1853-1856 (in russo: Медаль «В память войны 1853—1856») è una medaglia commemorativa attribuita dall'impero russo a quanti avessero preso parte alla Guerra di Crimea.

## Storia
La medaglia venne istituita dallo zar Alessandro II di Russia il 26 agosto 1856 con un'apposita lettera dal titolo "Sulla misericordiosa concessione di favori al popolo in occasione dell'incoronazione di Sua Maestà Imperiale". Le candidature di eleggibilità alla medaglia vennero prorogate sino al 26 agosto 1859.

## Concessioni

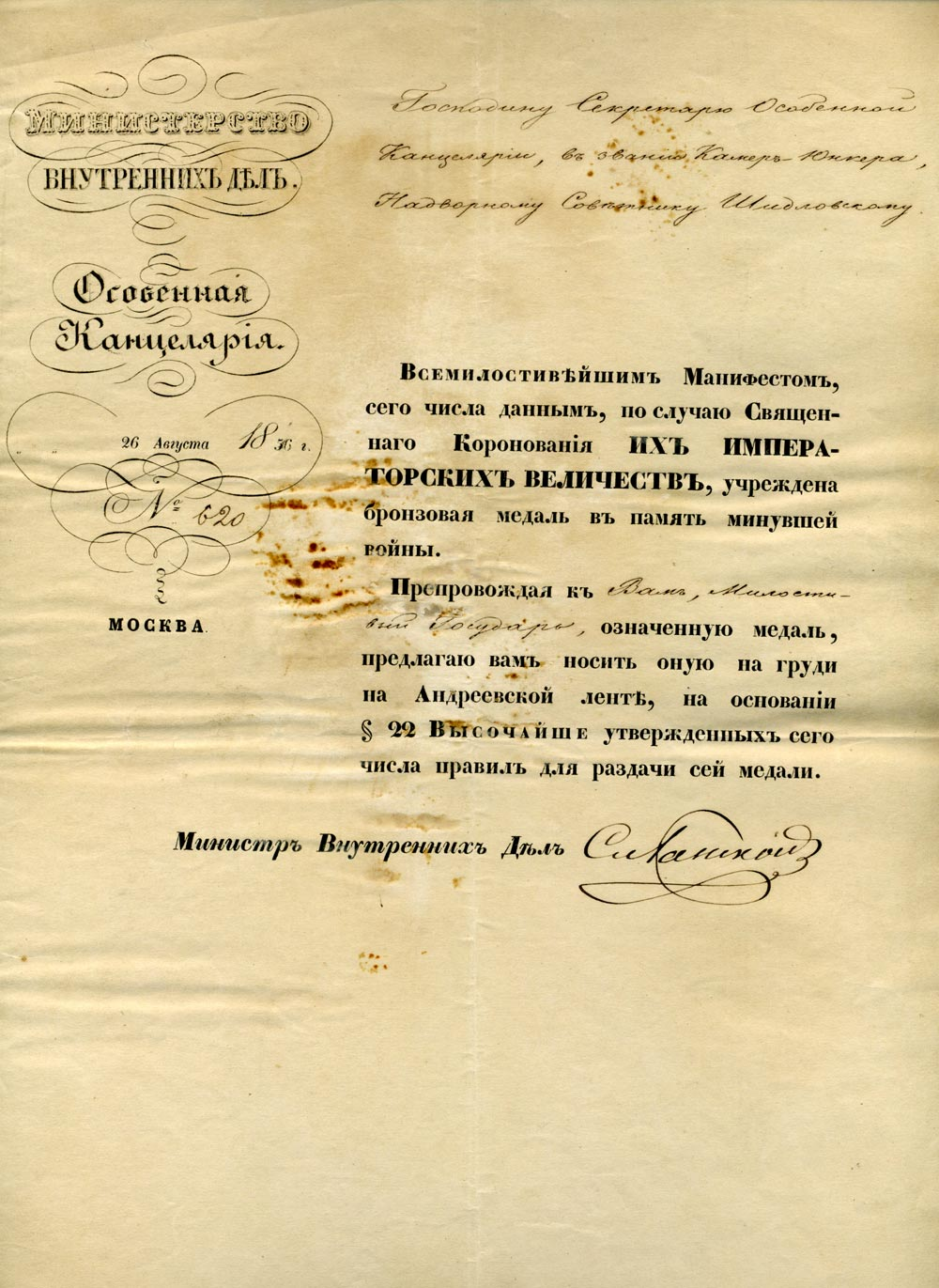
Certificato di concessione della medaglia della guerra di Crimea

La medaglia era concessa in due classi: bronzo chiaro e bronzo scuro.
Quella in bronzo chiaro fu assegnata:
- A tutto il personale militare, combattente e non, che avesse preso parte alla Guerra di Crimea;
- A tutti i ranghi della marina che presero parte alla battaglia di Sinope.
- A tutti i medici e funzionari in servizio nella Guerra di Crimea.
- A tutti i partecipanti alla difesa di Petropavlovsk in Kamchatka.
- A tutti i sacerdoti in servizio nella Guerra di Crimea;
- A tutto il personale militare d'esercito e marina, ai cosacchi e alla milizia locale mobilitata per la Guerra di Crimea
- A tutti i medici e funzionari dei dipartimenti coinvolti nella Guerra di Crimea, come pure a tutti i lavoratori degli uffici postali da campo.
- A tutti i sacerdoti dislocati in zone soggette a legge marziale durante la Guerra di Crimea.
- A tutte le Sorelle della Misericordia della comunità dell'Esaltazione della Croce che si trovavano in servizio negli ospedali delle zone di guerra, nonché a tutte le donne insignite della medaglia per la difesa di Sebastopoli.
- A tutte le persone (compresi gli schiavi) ferite durante le ostilità della guerra di Crimea o insignite della medaglia "Al coraggio" o "Per la difesa di Sebastopoli".

Quella in bronzo scuro venne assegnata:
- A tutti i civili che offrirono sostegno alla guerra di Crimea
- A tutti i capifamiglia dell'aristocrazia russa e polacca
- A tutti gli ufficiali in servizio civile attivo nel regno di Polonia durante il periodo della guerra di Crimea.

## La medaglia
La medaglia aveva il diametro di 28 mm. La parte frontale raffigurava i monogrammi degli zar Nicola I e Alessandro II sormontati ciascuno dalla corona imperiale. Sul rovescio, la medaglia presentava la scritta in cirillico: "In te, o Signore, ho sperato di non vergognarmi per sempre: nella tua giustizia liberami e riscattami" (Sal 30:2) Sotto si trovavano le date degli anni di guerra "1853-1854-1855-1856". Il nastro era quello dell'Ordine Militare di San Giorgio per la classe di bronzo chiaro e quello dell'Ordine di Sant'Andrea per quella di bronzo scuro.
Vennero coniate in tutto 1.700.000 medaglie, la maggior parte dalla zecca di San Pietroburgo e 430.000 dalla zecca di Ekaterinburg. Altre vennero stampate con alcune piccole varianti da officine private.